# Galatasaray Spor Kulübü 2015-2016 (pallavolo femminile)
Questa voce raccoglie le informazioni riguardanti il Galatasaray Spor Kulübü nelle competizioni ufficiali della stagione 2015-2016.

## Organigramma societario
Area direttiva
- Presidente: Dursun Özbek

Area tecnica
- Allenatore: Ataman Güneyligil
- Allenatore in seconda: Hakan Keçeli
- Scoutman: Hakan Keçeli

## Rosa
| N° | Nome              | Ruolo | Data di nascita   | Nazionalità sportiva |
| -- | ----------------- | ----- | ----------------- | -------------------- |
| 1  | Cursty Jackson    | C     | 11 settembre 1990 | Stati Uniti          |
| 2  | Ezgi Arslan       | O     | 23 marzo 1992     | Turchia              |
| 3  | Nihan Yeldan      | L     | 7 febbraio 1982   | Turchia              |
| 4  | Ecem Alıcı        | S     | 1º gennaio 1994   | Turchia              |
| 5  | Mislina Kılıç     | S     | 30 marzo 1996     | Turchia              |
| 6  | Charlotte Leys    | S     | 18 marzo 1989     | Belgio               |
| 7  | Ada Germen        | S     | 24 giugno 1997    | Turchia              |
| 8  | Su Zent           | C     | 25 marzo 1996     | Turchia              |
| 9  | Aslı Kalaç        | C     | 13 dicembre 1995  | Turchia              |
| 10 | Güldeniz Önal     | S     | 25 marzo 1986     | Turchia              |
| 11 | Gamze Alikaya     | P     | 1º gennaio 1993   | Turchia              |
| 12 | Bihter Dumanoğlu  | L     | 3 febbraio 1995   | Turchia              |
| 13 | Nadia Centoni     | O     | 12 giugno 1981    | Italia               |
| 16 | Melis Tasa        | C     | 14 febbraio 1999  | Turchia              |
| 17 | Nursevil Aydınlar | P     | 28 novembre 1995  | Turchia              |

## Statistiche

### Statistiche di squadra
| Competizione     | Punti | In casa | In casa | In casa | In trasferta | In trasferta | In trasferta | Totale | Totale | Totale |
| Competizione     | Punti | G       | V       | P       | G            | V            | P            | G      | V      | P      |
| ---------------- | ----- | ------- | ------- | ------- | ------------ | ------------ | ------------ | ------ | ------ | ------ |
| Voleybol 1. Ligi | 43    | 11      | 8       | 3       | 11           | 7            | 4            | 28     | 15     | 13     |
| Coppa CEV        | -     | 6       | 6       | 0       | 6            | 5            | 1            | 12     | 11     | 1      |
| Totale           | -     | 17      | 14      | 3       | 17           | 12           | 5            | 40     | 26     | 14     |

G = partite giocate; V = partite vinte; P = partite perse

### Statistiche dei giocatori
| Giocatore    | Voleybol 1. Ligi | Voleybol 1. Ligi | Voleybol 1. Ligi | Voleybol 1. Ligi | Voleybol 1. Ligi | Coppa CEV | Coppa CEV | Coppa CEV | Coppa CEV | Coppa CEV | Totale | Totale | Totale | Totale | Totale |
| Giocatore    | P                | PT               | AV               | MV               | BV               | P         | PT        | AV        | MV        | BV        | P      | PT     | AV     | MV     | BV     |
| ------------ | ---------------- | ---------------- | ---------------- | ---------------- | ---------------- | --------- | --------- | --------- | --------- | --------- | ------ | ------ | ------ | ------ | ------ |
| E. Alıcı     | 7                | 1                | 1                | 0                | 0                | -         | -         | -         | -         | -         | 7      | 1      | 1      | 0      | 0      |
| G. Alikaya   | 28               | 60               | 18               | 16               | 26               | 12        | 39        | 5         | 16        | 18        | 40     | 99     | 23     | 32     | 44     |
| E. Arslan    | 21               | 78               | 55               | 11               | 12               | 6         | 31        | 26        | 2         | 3         | 27     | 109    | 81     | 13     | 15     |
| N. Aydınlar  | 28               | 31               | 17               | 8                | 6                | 11        | 18        | 8         | 6         | 4         | 39     | 49     | 25     | 14     | 10     |
| N. Centoni   | 26               | 471              | 423              | 27               | 21               | 11        | 198       | 179       | 16        | 3         | 37     | 669    | 602    | 43     | 24     |
| B. Dumanoğlu | 17               | 1                | 0                | 1                | 0                | 7         | 0         | 0         | 0         | 0         | 24     | 1      | 0      | 1      | 0      |
| A. Germen    | 26               | 14               | 6                | 0                | 8                | 8         | 14        | 8         | 0         | 6         | 34     | 28     | 14     | 0      | 14     |
| C. Jackson   | 27               | 271              | 223              | 27               | 21               | 12        | 127       | 94        | 15        | 18        | 39     | 398    | 317    | 42     | 39     |
| A. Kalaç     | 28               | 273              | 152              | 69               | 52               | 12        | 99        | 55        | 24        | 20        | 40     | 372    | 207    | 93     | 72     |
| M. Kılıç     | 10               | 6                | 4                | 2                | 0                | 3         | 2         | 2         | 0         | 0         | 13     | 8      | 6      | 2      | 0      |
| C. Leys      | 28               | 322              | 268              | 21               | 33               | 12        | 118       | 90        | 14        | 14        | 40     | 440    | 358    | 35     | 47     |
| G. Önal      | 25               | 257              | 217              | 12               | 28               | 12        | 109       | 89        | 9         | 11        | 37     | 366    | 306    | 21     | 39     |
| M. Tasa      | 1                | 0                | 0                | 0                | 0                | -         | -         | -         | -         | -         | 1      | 0      | 0      | 0      | 0      |
| N. Yeldan    | 27               | 0                | 0                | 0                | 0                | 12        | 0         | 0         | 0         | 0         | 39     | 0      | 0      | 0      | 0      |
| S. Zent      | 13               | 17               | 10               | 7                | 0                | 6         | 10        | 5         | 3         | 2         | 19     | 27     | 15     | 10     | 2      |

P = presenze; PT = punti totali; AV = attacchi vincenti; MV = muri vincenti; BV = battute vincenti